# Rosa Ramon Soler
Rosa Ramon Soler   (Barcelona, 1946) és una metgessa i executiva hospitalària catalana.

## Biografia
Amb formació en anestesiologia i reanimació i en medicina intensiva, el 1978 va entrar a treballar a l'Hospital de Bellvitge (HUB). L'any 1986 va ser impulsora de la implementació d'una unitat de reanimació postquirúrgica en l'hospital universitari. Va pujar en l'organigrama del centre i va completar la seva formació amb un doctorat i un màster en Economia de la salut i gestió sanitària. Així, el 1995 arribaria a ser-ne la directora mèdica de l'HUB, la primera dona en ocupar aquest càrrec en tots els centres de l'Institut Català de la Salut.
L'any 2003 va canviar Bellvitge per Tarragona, on va ser nomenada gerent de l'Hospital Joan XXIII. Fins aleshores, els pacients de la província havien de desplaçar-se sovint a Barcelona per sotmetre's a una gran diversitat de proves mèdiques. La doctora Ramon Soler va engegar un pla de millores per revertir aquesta situació, modernitzant la institució i ampliant el ventall de serveis que oferia.
El 2006, quan l'Orde Hospitalari de Sant Joan de Déu va adquirir l'Hospital Comarcal de Sant Boi de Llobregat, Rosa Ramon s'hi va incorporar com a directora gerent del centre.

## Homenatges
El març de 2023, va ser una de les personalitats homenatjades per l'Ajuntament de Barcelona en la campanya Ciutat de Dones.